# Luciana Gimenez
Luciana Gimenez Morad (São Paulo, 3 de novembro de 1969) é uma apresentadora, empresária e modelo brasileira. Principal estrela do horário nobre da RedeTV, tendo seu próprio programa SuperPop by Luciana Gimenez.

## Biografia e carreira

### Primeiros anos
Oriunda de uma família paulistana de classe média alta, possuidores de ascendência espanhola, portuguesa e libanesa, Luciana é filha do empresário João Alberto Morad e da atriz Vera Gimenez, e também é meia-irmã do ator Marco Antônio Gimenez. Luciana passou uma parte da sua infância na casa da avó materna em São Paulo, por causa do processo de divórcio dos pais. Depois do falecimento de sua avó, mudou-se para o Rio de Janeiro, onde foi morar com sua mãe e seu padrasto, o ator Jece Valadão.

### Modelo
Luciana, começou a carreira de modelo aos treze anos de idade. Construiu uma carreira na agência de modelos Elite e foi para a Europa, onde desfilou para muitas grifes: Azzedine Alaïa, Courrèges, Katherine Hamnett, Chanel, Plein Sud, David Fielden, BellaFreud, Bem de Lisi, Clements Ribeiro, Lenny, Osklen, Água de Coco, Rigy, YesBrasil, Reina Fransheska, Charlie Brown, Lisa Ho, Myers, Marks & Spencer e Morgan. Morou em Milão, Paris, Hamburgo, Londres e Nova York.

### Televisão

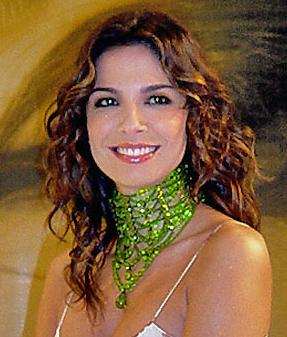
Luciana Gimenez em março de 2003

Em 15 de janeiro de 2001, Luciana estreou como apresentadora de televisão no comando do Superpop da RedeTV!, substituindo Adriane Galisteu. Este programa apresenta entrevistas com famosos e trata de fatos polêmicos envolvendo os mesmos. No início, Luciana foi muito criticada principalmente por erros de português e gafes que cometia durante o programa. Se defendia das acusações dizendo que por passar anos de sua vida morando nos EUA e falando somente inglês, estava desatualizada com o português. Passou a ser chamada de "burra" por diversos jornalistas, entre eles Jorge Kajuru, contra o qual a apresentadora entrou com processo por danos morais pedindo uma indenização de R$ 40 mil. Com isso, ela ganhou o apelido de Lucianta (termo criado pelo colunista José Simão, da Folha de S. Paulo). No mesmo ano, Luciana fez uma participação no filme da apresentadora Xuxa, Xuxa e os Duendes.
Em 29 de abril de 2010 ela iniciou a apresentação do programa Mega Senha com Marcelo de Carvalho, um game show produzido pela RedeTV! em parceira com a FremantleMedia. Esse game show é uma versão brasileira do original Password que começou a ser exibido nos Estados Unidos em 1961 pela CBS. Em 27 de novembro de 2012 ela estreou seu primeiro talk show, Luciana by Night. É exibido semanalmente e conta com também com o humorista Diogo Portugal.
Depois de pesquisa feita pela ABC, Luciana foi convidada a participar do programa The View no dia 10 de junho de 2013. Um dos principais temas abordados pelo programa foi a campanha contra a prevenção de doenças transmissíveis por prostitutas. Também foi comparada a "Oprah brasileira".

## Vida pessoal
Aos 16 anos ela conheceu seu primeiro namorado, o cantor Rod Stewart, com quem namorou por três anos. Após outros relacionamentos com cantores, atores e modelos, Luciana conheceu Mick Jagger, integrante da banda The Rolling Stones, em uma festa organizada pelo empresário Olavo Egydio Monteiro de Carvalho, em abril de 1998 na sua casa. Durante uma noite eles ficaram hospedados no Hotel Copacabana Palace. A gestação de Lucas, o filho de ambos, foi iniciada durante a turnê Bridges to Babylon Tour realizada na Grécia. Na época, Jagger estava casado desde 1990 com a modelo Jerry Hall, que em 1999 anulou o casamento após contestar a validade da cerimônia. Após descobrir a gravidez de Luciana, Mick Jagger terminou o relacionamento com Luciana, pedindo para ela fazer um aborto, e que não queria a criança. Luciana, então, o processou na justiça norte-americana para obrigá-lo a assumir a paternidade.

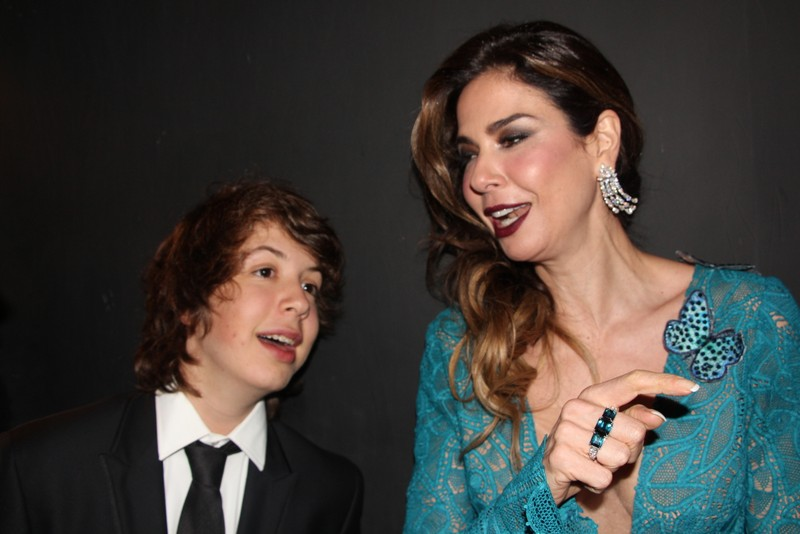
Gimenez com o filho Lucas Jagger (2015)

Luciana passou toda a gravidez sem falar com seu ex, vivendo em companhia da mãe apenas. Seu filho Lucas Maurice Morad Jagger nasceu em Nova Iorque, em 18 de maio de 1999. Três meses depois de Lucas nascer, Luciana, que morava em Manhattan, concedeu uma entrevista sobre suas fotos grávida e sozinha. A reportagem foi publicada com oito páginas, em resposta a IstoÉ: "Se eu não tirar as fotos desse jeito, alguém tira e coloca por aí nas revistas e jornais. Por que não?". Na revista britânica, comentou que não desejava a gravidez, mas que era contra o aborto, e que até aquele momento, com o filho de três meses de vida, o pai não havia o conhecido, e que o menino ainda não tinha o nome do pai na certidão de nascimento, o que só é permitido nos Estados Unidos quando o caso está em processo judicial. Para evitar escândalos e especulações, Luciana passou a maior parte da gravidez nos EUA somente com a mãe a acompanhando. Mick Jagger só reconheceu a paternidade e registrou o menino quando ele fez seis meses de vida, após o exame de DNA que ele pediu dar positivo. Chegou a afirmar em entrevistas que havia se arrependido muito de ter se envolvido com a brasileira e dizia apenas que Lucas era um menino legal.
Após Lucas Maurice completar um ano, em 2000, a justiça dos Estados Unidos ordenou que a lista de todos os bens do cantor fosse apresentada. Meses depois, Luciana conseguiu com que Jagger pagasse 20 mil dólares por mês até Lucas completar 21 anos, quando anteriormente recebia 10 mil dólares.

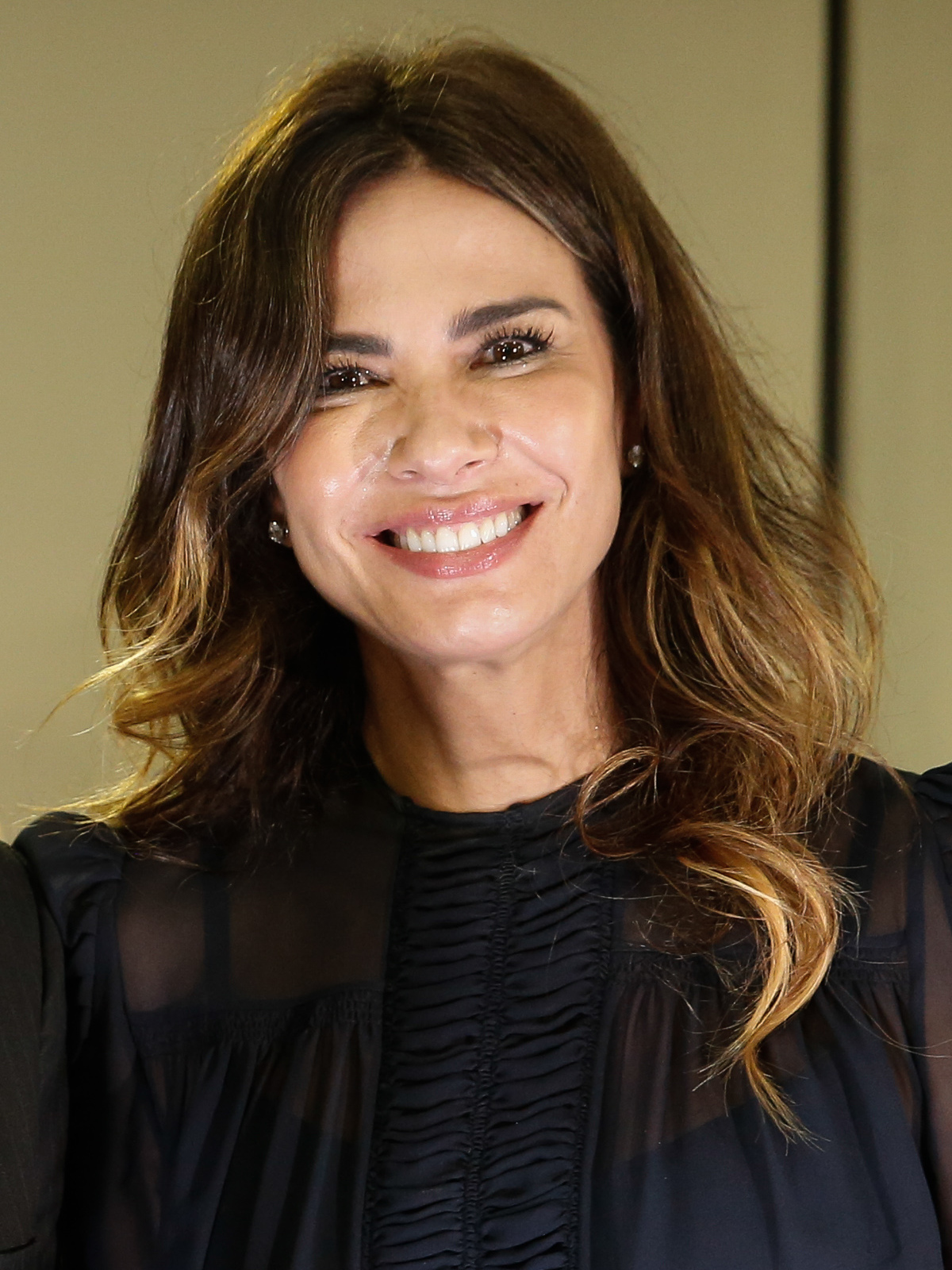
Gimenez (2019)

Em 2001 voltou a viver no Brasil, na capital paulista, com a mãe e o filho. Após outros relacionamentos, conheceu Marcelo de Carvalho em 2004 nos bastidores da RedeTV!. Após um tempo de amizade, iniciaram um relacionamento afetivo. Numa viagem romântica para Ravello, na Itália, estavam em um restaurante do hotel Palazzo Sasso, quando Marcelo pediu Luciana em casamento. Em 19 de agosto de 2006 eles se casaram na fazenda Ponta das Canas, em Ilha Bela, São Paulo. No dia 21 de novembro de 2006, três meses após oficializar a sua união com Marcelo, seu padrasto, Jece Valadão, faleceu aos 76 anos vítima de câncer.
Em setembro de 2010 ela confirmou para a imprensa que estava grávida de seu segundo filho. Em 24 de fevereiro de 2011, Vera Gimenez postou uma mensagem no Twitter de que o filho de Luciana havia nascido em Nova York. A criança foi batizada como Lorenzo Gabriel Morad Fragali.
Em março de 2018, Luciana Gimenez e Marcelo de Carvalho anunciaram o divórcio, após doze anos de casamento.
No início de 2022, Luciana Gimenez iniciou relacionamento com Renato Breia, 30, nascido em São Paulo. O relacionamento durou até abril de 2023.
Em 2023, Luciana Gimenez revelou ser demissexual ao videocast do Universa.

## Filmografia

### Televisão
| Ano           | Título               | Função                 | Nota                              |
| ------------- | -------------------- | ---------------------- | --------------------------------- |
| 1998          | MTV al Dente         | Apresentadora          |                                   |
| 2001–presente | Superpop             | Apresentadora          |                                   |
| 2010–11       | Mega Senha           | Apresentadora          |                                   |
| 2012–2021     | Luciana by Night     | Apresentadora          |                                   |
| 2013          | The View             | Apresentadora especial | Episódio "10 de junho"            |
| 2019          | Samantha!            | Ela mesma              | Episódio: "2.1"                   |
| 2023          | A Sogra que te Pariu | Kátia                  | Participação especial/Temporada 2 |
| 2025          | Batalha do Lip Sync  | Participante           | Episódio "9 de fevereiro"         |

### Cinema
| Ano  | Título                | Personagem                |
| ---- | --------------------- | ------------------------- |
| 2001 | Xuxa e os Duendes     | Morgana, Rainha das Fadas |
| 2011 | O Filme dos Espíritos | Roseli                    |

## Prêmios e indicações
| Ano  | Prêmio          | Categoria            | Trabalho | Resultado |
| ---- | --------------- | -------------------- | -------- | --------- |
| 2003 | Troféu Imprensa | Melhor Apresentadora | Superpop | Indicado  |
| 2007 | Troféu Imprensa | Melhor Apresentadora | Superpop | Indicado  |
| 2017 | Troféu Internet | Melhor Apresentadora | Superpop | Indicado  |